# Xã Ulster, Quận Floyd, Iowa
Xã Ulster (tiếng Anh: Ulster Township) là một xã thuộc quận Floyd, tiểu bang Iowa, Hoa Kỳ. Năm 2010, dân số của xã này là 339 người.